# Famille Ibn Yahya
Les Ibn Yahya sont les membres d’une vieille famille juive originaire du Portugal dont les membres s'illustrent au cours des siècles comme rabbins, médecins et linguistes, outre leur implication directe dans l’histoire juive. Leur histoire est rapportée dans la chronique de Guedalya ben Joseph ibn Yahya, écrite au XVIe siècle. Les Ibn Yahya ont alors connu plusieurs exils, se retrouvant au fil des expulsions en Espagne, en Italie et en Turquie.

## Yahya ibn Ya'ish, l’éponyme
Yahya ibn Ya'ish vit à Lisbonne, où il serait mort vers 1150. Son père Hiyya al Dawdi descendrait de Hizkiya Gaon, qu’une tradition (fortement contredite par les historiens) fait mourir en martyr aux mains des Bouyides.
Tenu en haute estime par les Juifs, il est honoré par le roi Alfonso Ier pour son courage. À la suite de la conquête de Santarém, le roi lui offre deux domaines qui avaient appartenu aux Maures, ce qui lui vaut le surnom de Negro, repris par sa descendance.

## Descendance de Yahya ibn Ya'ish
La généalogie suivante est établie par Guedalya ben Joseph ibn Yahya dans son Shalshelet Hakabbala. Elle est sans doute fragmentaire, omettant de nombreuses personnes, et sujette à caution au vu des fréquentes homonymies :
- Juda ibn Yahya, dit Don Yehouda Hanassi, fils de Yahya ibn Yaish
  - un fils innommé (Yahya[2] ?)
  - Joseph ibn Yahya HaZaken (l’Ancien) : il vit à Lisbonne au milieu du XIIIe siècle et y produit un commentaire talmudique, aujourd'hui disparu. Sa fortune est telle qu'il fait bâtir une synagogue de ses propres deniers.
    - Salomon ibn Yahya Hazaken : il prend des mesures pour limiter le goût du luxe chez les Juifs car ils pourraient exciter la convoitise et la haine de leurs voisins chrétiens.
      - Joseph ben Salomon ibn Yahya Hameshorer (le Poète) : poète réputé pour sa grande beauté et son talent poétique, il quitte le Portugal avec son frère Guedalya et s'établit à Castille, où il étudie auprès de Salomon ben Adret. L'élégie qu'il a rédigée à la mort de celui-ci est le seul poème de Joseph à avoir été conservé, les autres pièces ayant disparu dans un incendie. Lors d’un passage à Calatayud, il fait restaurer à ses frais la synagogue de son ancêtre, Aaron ibn Yahya. Il aura un fils également prénommé Salomon dont rien n’est connu.
      - Guedalya ben Salomon ibn Yahya Hazaken : il est le médecin personnel du roi Ferdinand Ier de Portugal jusqu'en 1370, où il tombe en disgrâce auprès de son maître. Il entre alors au service de Henri II de Castille, qui le nomme chef des communautés juives sous sa juridiction. Guedalya reçoit un salaire annuel de 5 000 ducats d'or, obtenu par levée d'une taxe. Il meurt à Tolède à un âge avancé.
        - David ben Guedalya ibn Yahya Negro dit HaRav shel Sefarad : il joue un rôle crucial dans la guerre entre les royaumes de Castille et du Portugal, en divulguant un secret qui fait échouer le projet conçu par Éléonore du Portugal pour faire assassiner son beau-fils. En récompense, il est nommé grand-rabbin de Castille, d’où son titre de Rav shel Sefarad (« Rabbin d'Espagne »), tandis que le roi Jean du Portugal dispose de ses possessions dans ce pays. Lorsqu'il meurt (à Tolède, en octobre 1385), il occupe le rang d’almoxarife (collecteur des taxes) auprès du roi Ferdinand de Castille.
          - Guedalya ben David ibn Yahya Negro[2]
          - Yitzhak ben David ibn Yahya Negro[2]
          - Juda ben David ibn Yahya Negro Hameshorer : né à Tolède au milieu du XIVe siècle, il retourne au Portugal avec son frère Salomon et leurs familles en 1391 pour échapper aux baptêmes sanglants. Son influence auprès de la reine consort Philippa de Lancastre lui permet de préserver le Portugal de la campagne anti-juive menée par Vincent Ferrier.
          - Salomon ben David ibn Yahya Negro
            - Guedalya ben Shlomo ibn Yahya, dit Mestre Guedelha Fysico e Astrologo : né à Lisbonne vers 1400, il acquiert une renommée importante en tant que médecin, philosophe et astrologue. Nommé astrologue de la cour de Jean Ier avant ses trente ans, il tente, en cette qualité, d’écarter le prince Duarte de la succession, lui prédisant un règne bref et malheureux. Lorsque Duarte, devenu Édouard Ier de Portugal, tombe malade, il attribue ses tourments aux mauvais présages de Guedalya et alourdit les mesures anti-juives.
            - David ben Shlomo ibn Yahya
              - Salomon ben David ibn Yahya
              - Guedalya ben David ibn Yahya
              - Joseph ben David ibn Yahya

### Descendance de Salomon ben David ibn Yahya
Salomon ben David ibn Yahya (d. en 1490) est le rabbin de Lisbonne au cours du règne d'Alphonse V. Bien que lui et sa famille soient admis à la cour, il interdit à ses enfants et ses cousins d'accumuler toute propriété, pressentant l'arrivée de nouvelles persécutions. Il meurt cependant avant la fin du règne d'Alphonse V, sans avoir vu les persécutions redoutées.
- David ben Salomon ibn Yahya (homonyme de l’auteur du Leshon Limmoudim)
  - Jacob Tam ibn Yahya, rabbin et médecin constantinoplois.
    - Joseph bar Jacob Tam ibn Yahya, né à Constantinople, où il fait publier à ses frais plusieurs ouvrages écrits par des Ibn Yahya (Shiva Enayim, Leshon Limmoudim et Shekel Hakodesh). Médecin particulier du sultan Solaiman, il est contraint de le suivre dans tous ses déplacements et meurt sur un terrain de bataille en 1573. L’élégie écrite en son honneur par Saadia Longo a été publiée dans le Seder Zmanim.
    - Guedalya ben Jacob Tam est également médecin (d. à Constantinople en 1575). Il officie comme rabbin à Salonique et Adrianople jusqu’en 1548, retournant ensuite à Constantinople pour se consacrer à la littérature hébraïque. Certains de ses manuscrits y sont encore conservés.
      - Tam ben Guedalya hérite d’une fortune considérable de son père et l’utilise pour promouvoir la littérature juive. Installé à Salonique après la mort de son père, il se lie à Abraham Reuben et Saadia Longo. Il se consacre pour sa part à compiler les commentaires des Ibn Yahya sur le Ri"f, le Ra"n et le Ramban. Le fruit de ses efforts, bien qu’achevé de son vivant, est publié à titre posthume en 1622, à Venise, sous le titre de Sheelot outeshouvot Ohole Shem.
      - Moshe ben Guedalya est médecin comme ses pères. Réputé dans toute la Turquie pour son dévouement et son hospitalité, il officie à Constantinople dans la seconde moitié du XVIe siècle et n’hésite pas, lors d’une épidémie, à faire don de sa fortune pour les personnes souffrantes, voire à se mettre en danger pour les soigner.
        - Guedalya ben Moshe naît à Salonique dans la seconde moitié du XVIe siècle. Patron des belles-lettres, il s’entoure de trente-deux littérateurs pour cultiver la poésie hébraïque, parmi lesquels Juda Zarka et Israël Najara. Leurs noms et les poèmes qu’ils ont écrits en l’honneur de Guedalya sont imprimés dans le Divrei haYamim bnei Yahya d’Eliakim Carmoly.

### Descendance de Guedalya ben David ibn Yahya
Guedalya ben David ibn Yahya est un philosophe (Lisbonne, 1437 - Constantinople, 1487). Parti pour Constantinople, il préconise l'union des communautés juives rabbanites et karaïtes qui y vivent, alors qu'elles se sont jusque-là farouchement opposées. 
Il est l'auteur de Shiv'ah 'Enayim, sur les sept vertus cardinales des Juifs, paru à Constantinople en 1543 puis à Venise.
Sa fille Abigaïl épouse Joseph ben David ibn Yahya et est donc la mère du chroniqueur Guedalya.

### Descendance de Joseph ben David ibn Yahya
Don Joseph ben David ibn Yahya est un Juif de cour portugais mort en martyr (1425 - 1498). Il fait partie des intimes d'Alphonse V, qui l'appelle « le Juif sage ». Lorsque certains Juifs exilés d'Espagne migrent vers le Portugal, il fait de son mieux pour calmer l'animosité des Juifs locaux. 
En 1495, Jean II de Portugal qui avait, au début de son règne, autorisé les Juifs à s'établir dans son royaume, est gagné par le zèle des rois catholiques d'Espagne et souhaite les convertir au christianisme, en commençant par Don Joseph. Celui-ci fuit le pays avec ses fils et leurs familles, emportant avec lui 100 000 crusados. Ayant pris la mer, il débarque une première fois en Castille, où il est condamné au bûcher mais en est sauvé par l'intervention du duc Alvarez de Bragance. Après cinq mois, il débarque à Pise, où lui et sa famille sont mis aux fers par les troupes de Charles VIII de France, qui s'apprêtent à envahir la ville. Il obtient sa liberté en offrant des sommes d'argent considérables et se place sous la protection du duc de Ferrare. Cependant, il est rapidement accusé d'avoir encouragé le retour au judaïsme des marranes. Torturé, il se libère de cette accusation en versant 7 000 pièces d'or mais il succombe peu après, affaibli par les tortures. Selon une légende, son tombeau serait situé près de celui du prophète Osée.
- Meïr ben Joseph ibn Yahya est l’auteur d'une introduction poétique au Kuzari parue à Fano en 1506. Ayant fui avec son père, il a vécu à Pise puis à Oulina, où il est mort en 1530.
- Shlomo ben Joseph ibn Yahya : arrivé à Pise, il quitte sa famille pour faire route vers Rhodes, où il meurt en 1533.
- David ben Joseph ibn Yahya est un rabbin, grammairien et philosophe italien (Lisbonne, 1465 - Imola 1543), et le grand-père du chroniqueur Guedalya ben Joseph. Selon ce dernier, Dina Yahya, épouse de David, aurait fui le Portugal déguisée en homme. Durant la fuite, elle se serait abstenue de viande, ne se nourrissant que de pain et d'eau. Arrivée à Pise, elle se serait réfugiée au sommet d'une tour de vingt mètres pour échapper aux soldats français ; découverte, elle aurait sauté au sol sans dommage.
  - Joseph ben David ibn Yahya est un philosophe et exégète italien (Florence, 1494 - Imola 1539). Selon son fils Guedalya, Joseph aurait demandé à être enterré en terre d'Israël et sa bière aurait été expédiée à Safed où l’inhumation aurait été supervisée par Joseph Caro.
Joseph ibn Yahya est l’auteur d’un Peroush (commentaire) sur les Cinq Rouleaux et les autres Ketouvim (Bologne, 1538), ainsi de Torah Or (ib., 1537-38), un traité de théologie et d’eschatologie.
    - Juda ben Joseph ibn Yahya est un médecin italien (Imola, 1529 - Bologne, 1560). Il étudie la médecine à Padoue et la Torah auprès de Meïr Katzenellenbogen. Après avoir obtenu son diplôme de médecin en 1557, il s'établit à Bologne.
    - David ben Joseph ibn Yahya est le président de la communauté juive de Naples. Il meurt en 1565.
      - Ahikam ibn Yahya, mort en 1610

    - Guedalya ben Joseph ibn Yahya est un talmudiste et chroniqueur (Imola, 1515 - Alexandrie (?), c. 1587), principalement connu pour sa chronique Shalshelet Hakabbala, rédigée au cours de ses errances.

#### Descendance de Guedalya ben Joseph ibn Yahya
Guedalya ibn Yahya indique avoir eu comme descendance cinq fils (Joseph, Juda, Moshe, Salomon et David) et deux filles (Hana et une fille innommée). Joseph a eu pour fils Guedalya, Moshe et David et Juda (qui est peut-être la personne mentionnée dans le responsum no 53 de Meïr Katzenellenbogen) a eu pour enfants Moshe Guedalya, Noah, David et Hananel.
Certaines familles ashkénazes, dont les Ser et les Charlap, affirment en descendre.

## Ibn Yayha d’ascendance indéterminée
L’histoire juive fait mention de nombreux membres de la famille Yahya dont les liens de parenté avec les personnes susmentionnées ne sont pas connus avec exactitude :
- Yahya ben David de Monzon, bailli de la cité de Lerida après sa conquête, en 1149. Il descendrait de la branche aragonaise des Yahya[2] ;
- David ben Shlomo ibn Yahya, maître de David ben Joseph ibn Yahya ;
- Bonsenior (ou Mæstro) ibn Yahya, auteur d’un poème sur le jeu d’échecs paru pour la première fois à Mantoue en 1549 puis à Oxford (1702), Francfort (1767) et Pressburg dans une traduction latine ;
- Reuben ben Shlomo Hizqiya ibn Yahya, disciple d’Isaac Fano puis rabbin de Lugo, auteur de la haskama apparaissant en préface au Pahad Yitzhak d’Isaac Lampronti ;
- Samuel ibn Yahya, rabbin amstellodamois des XVIe et XVIIe siècles, auteur de Trinta Discursos (« Trente Discours ») en espagnol (Amsterdam, 1629) ;
- Salomon ibn Yahya, exilé portugais qui s’était établi à Ancône, où il fut brûlé sur le bûcher par ordre du pape Paul IV ;
- Zerahya ibn Yahya, savant et juge rabbinique de la première moitié du XVIIIe siècle à Lugo, mentionné dans le Pahad Yitzhak.

## Sources
- Cet article contient des extraits de l'article « Ibn Yahya » par Joseph Jacobs & Schulim Ochser de la Jewish Encyclopedia de 1901–1906 dont le contenu se trouve dans le domaine public.
- Cet article contient des extraits de l'article « Joseph ben David ibn Yahya » par Richard Gottheil & Isaac Broydé de la Jewish Encyclopedia de 1901–1906 dont le contenu se trouve dans le domaine public.